# Votivní obraz ze Šopky
Votivní obraz ze Šopky (1530) je dílo anonymního žáka Lucase Cranacha staršího, který působil v severozápadních Čechách a je označován podle iniciál, kterými signoval své obrazy jako Mistr IW. Obraz byl koncem 19. století objeven ve farním, dříve augustiniánském klášterním kostele sv. Vavřince v Šopce (nyní Pšovka, Mělník) a je vystaven v Galerii a muzeu litoměřické diecéze.

## Popis a zařazení

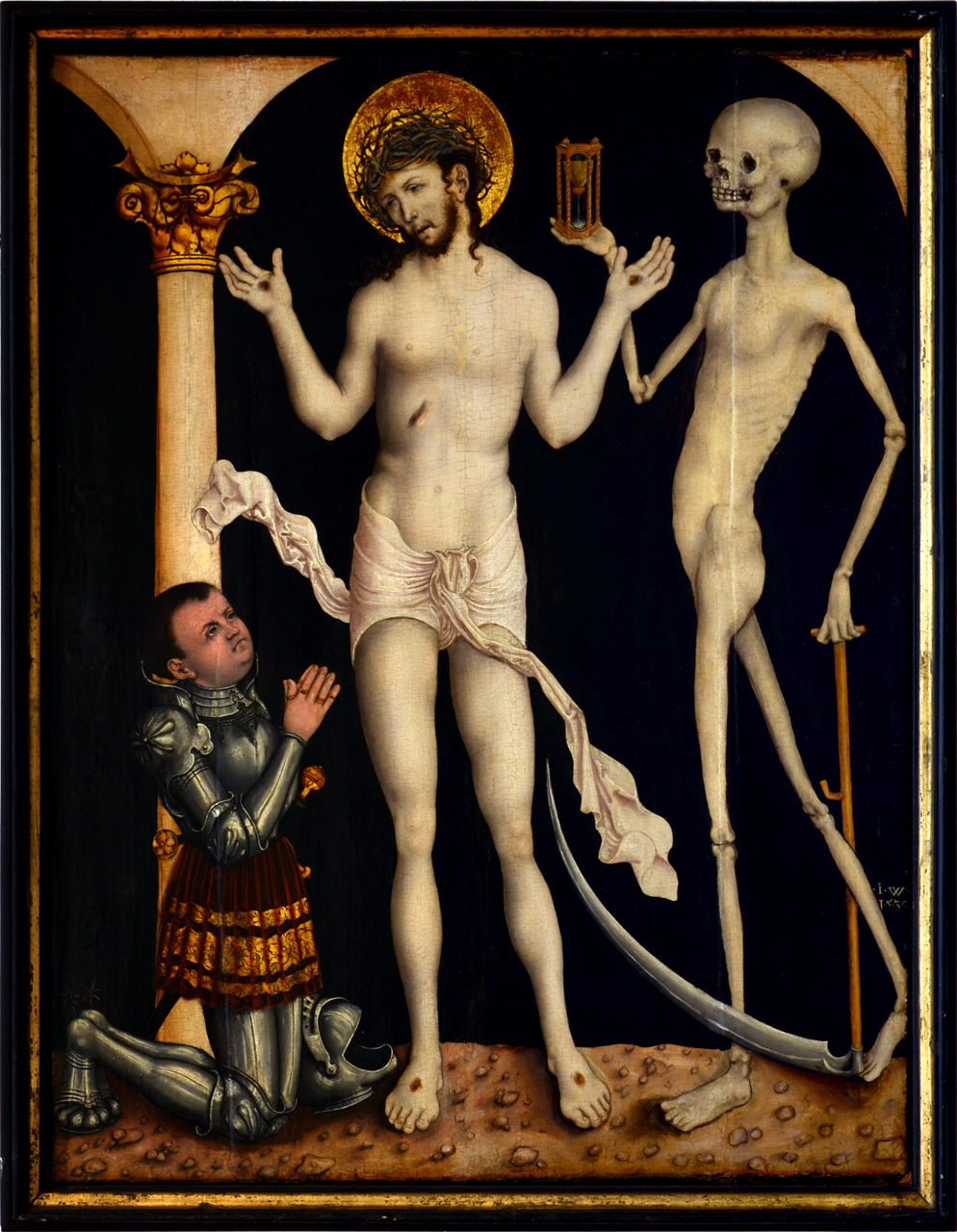
Mistr IW, Votivní obraz ze Šopky (1530)

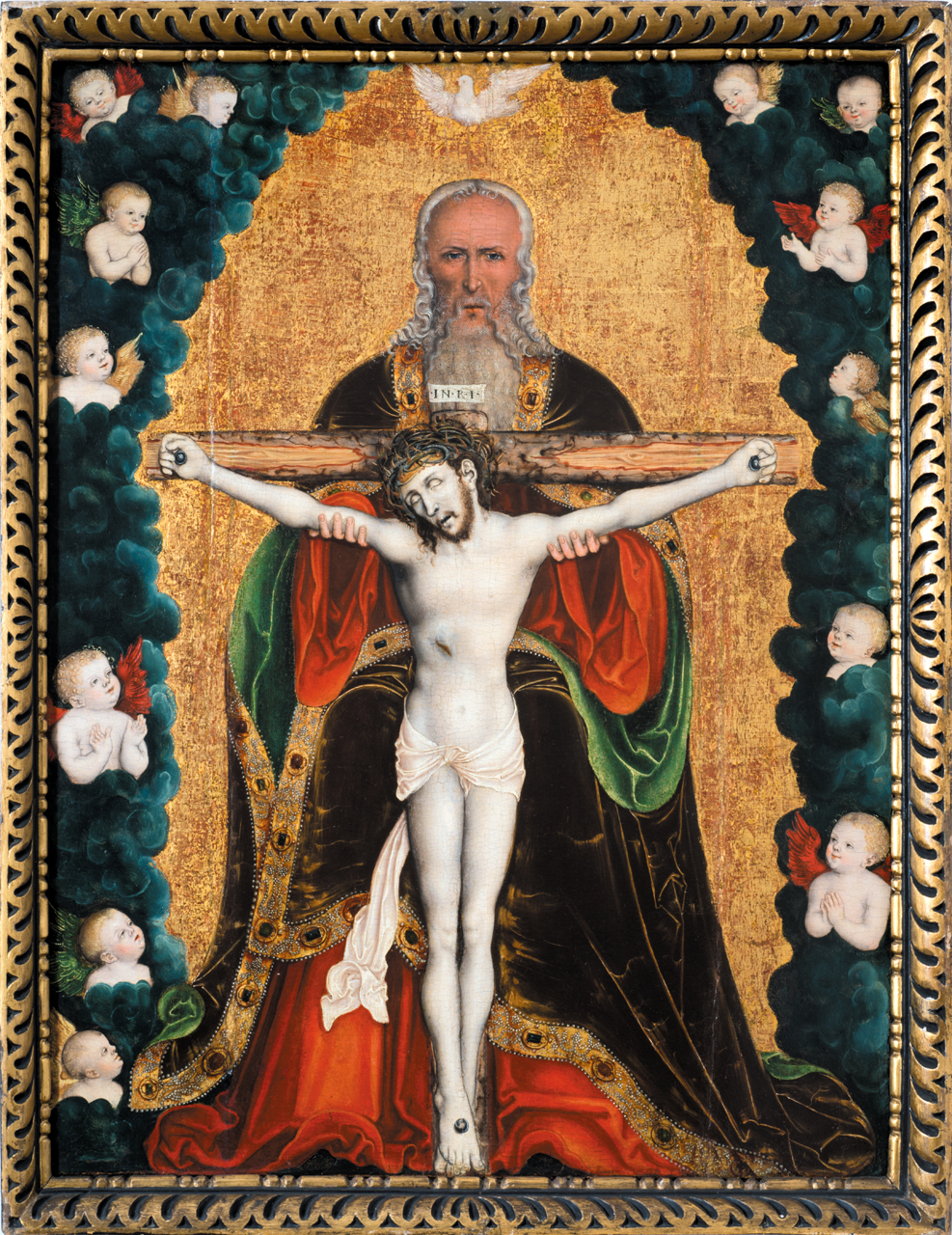
Mistr IW, Votivní obraz ze Šopky (1530), revers s Nejsvětější Trojicí

Oboustranná malba olejovou temperou na dřevěné desce o velikosti 81 × 62 cm. Deska byla původně větší a její současné rozměry jsou výsledkem seříznutí z roku 1662, kdy byla vsazena do barokní edikuly nebo z roku 1896, kdy byla znovu zarámována. V barokní době byla částečně, ale naštěstí neobvykle citlivě, přemalována a byla tím potlačena její původní sytá barevnost. Zároveň bylo pozadí zadní strany desky přezlaceno a ozdobeno malovaným ornamentem. Obraz byl restaurován roku 1896 (zprávu o stavu před restaurováním uvádí F. X. Jiřík) a znovu v letech 1962–1963 J. Blažejem. Poslední restaurování odstranilo barokní přemalby a obnovilo původní autentickou podobu díla. Na přední straně desky je za nohou Smrtky signatura Mistra IW a neúplně zachovaný letopočet, pravděpodobně 1530.
Tento votivní obraz nemá přímé analogie v domácí ani cizí tvorbě. Umělecká koncepce, charakter malby i samotné provedení ho řadí mezi vrcholná díla Mistra IW. Kvalitou je srovnatelné s jedním z nevýznamnějších Cranachových děl – jeho Pražským oltářem, který byl Mistru IW nepochybně znám. Je dokonce možné, že Mistr IW, jako jeden z nejnadanějších Cranachových žáků, se mohl na vzniku tohoto retáblu podílet. Oltář byl objednán před rokem 1520, kdy malíř pracoval jako tovaryš v Cranachově dílně.
Obě strany desky je možno chápat v obsahové jednotě. Bolestný Kristus neboli vzkříšený Spasitel a vítěz nad smrtí má zdvižené ruce jako na vyobrazeních Posledního soudu a ukazuje rány – symbol oběti podstoupené pro očištění lidstva od hříchů. Ve spojitosti s adorací donátorem Kristus představuje prostředníka mezi Bohem a člověkem a je zobrazen v duchu mystéria o trojjediném Bohu jako bráně věřícího do království nebeského. Na zadní
straně je pak zobrazen onen Bůh milosti (Trůn milosti, "Gnadenstuhl"), který pro spásu lidstva obětoval svého syna. Snímek ve vysokém rozlišení i sken v infračerveném světle je uložen v Cranachově digitálním archivu

### Přední strana
Přední strana desky se svým námětem vymyká z ostatní tvorby Mistra IW. Malíř zde projevil neobvyklou míru vlastní invence a kombinačních schopností. Donátor klečí před Bolestným Kristem a Smrtí s kosou a přesýpacími hodinami. Scénu rámuje renesanční architektura. Na rozdíl od známého Zlíchovského retáblu Monogramisty IP, kde Kristus na přímluvu Panny Marie vystupuje jako zachránce před Smrtí, je na tomto obrazu zachycen okamžik, který lze interpretovat jako zásadní osudový moment. Krista stojícího mezi prosebníkem a Smrtí lze vnímat jako symbol neskonalé milosti, vybízející k duchovní posile lidského života prostřednictvím pokání a modlitby. Obraz se vyznačuje mimořádnou kvalitou malířského provedení, jemnými přechody a pečlivým provedením detailů. Ve srovnání s díly Lucase Cranacha st. se malba Mistra IW vyznačuje větší měkkostí výrazu, citovostí a lyričností, které odpovídají domácímu českému uměleckému prostředí.
Podobný námět zobrazuje starší Votivní deska Švihovských (1504/05) z dílny Mistra Chudenického oltáře. Motiv Bolestného Krista s rozpjatými pažemi je znám z dřevořezu Albrechta Dürera (1500), stejně jako obraz Smrti s přesýpacími hodinami (1510).

### Zadní strana
Na zadní straně desky je vyobrazena Nejsvětější Trojice jako tzv. „Trůn milosti“. Trůnící Bůh Otec, který v rukou drží ukřižovaného Ježíše Krista, shlíží upřeným pohledem na věřící a vyzývá je tak k osobní kontemplaci nad božím milosrdenstvím, které ke spáse lidstva a vykoupení z hříchů obětovalo syna. Zlacené pozadí obklopují oblaka s postavičkami andělů. Holubice nad hlavou Boha Otce, symbolizující Ducha svatého, byla mírně poškozena při seříznutí desky. Tělo Krista svou bělostí kontrastuje s červeným šatem Boha Otce a jeho hnědým sametovým pláštěm se zelenou podšívkou. Malíř věnoval zvláštní péči znázornění zlaceného a drahými kameny zdobeného lemu pláště.
Jen o deset let starší (1520) je Oltář s Nejsvětější Trojicí Mistra Litoměřického oltáře. Z Cranachových děl je tomuto obrazu kompozičně nejbližší Svatá Trojice ze zámeckého kostela v Saské Kamenici (1515–1525).

### Detaily obrazu

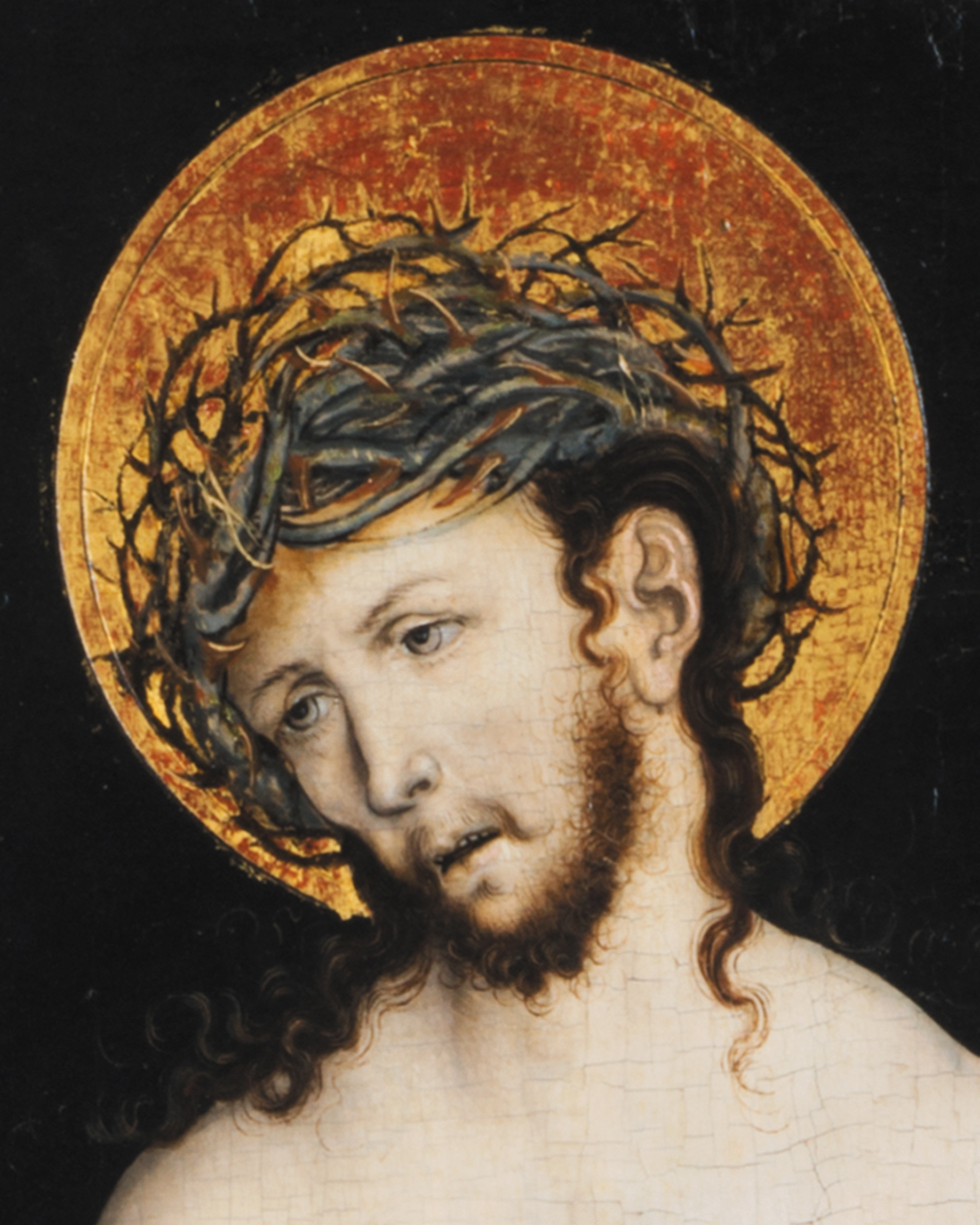
Hlava Krista
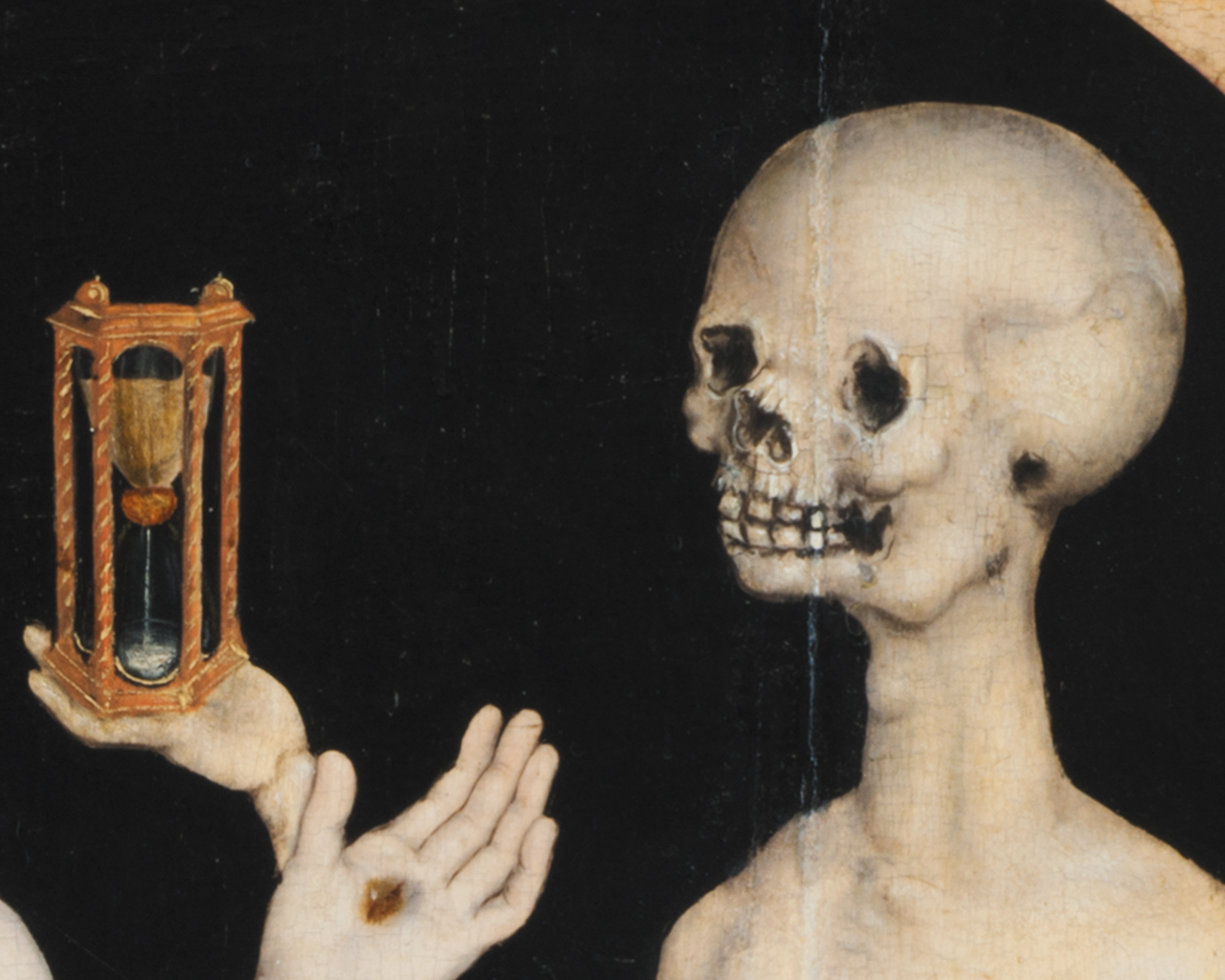
Hlava Smrtky s přesýpacími hodinami
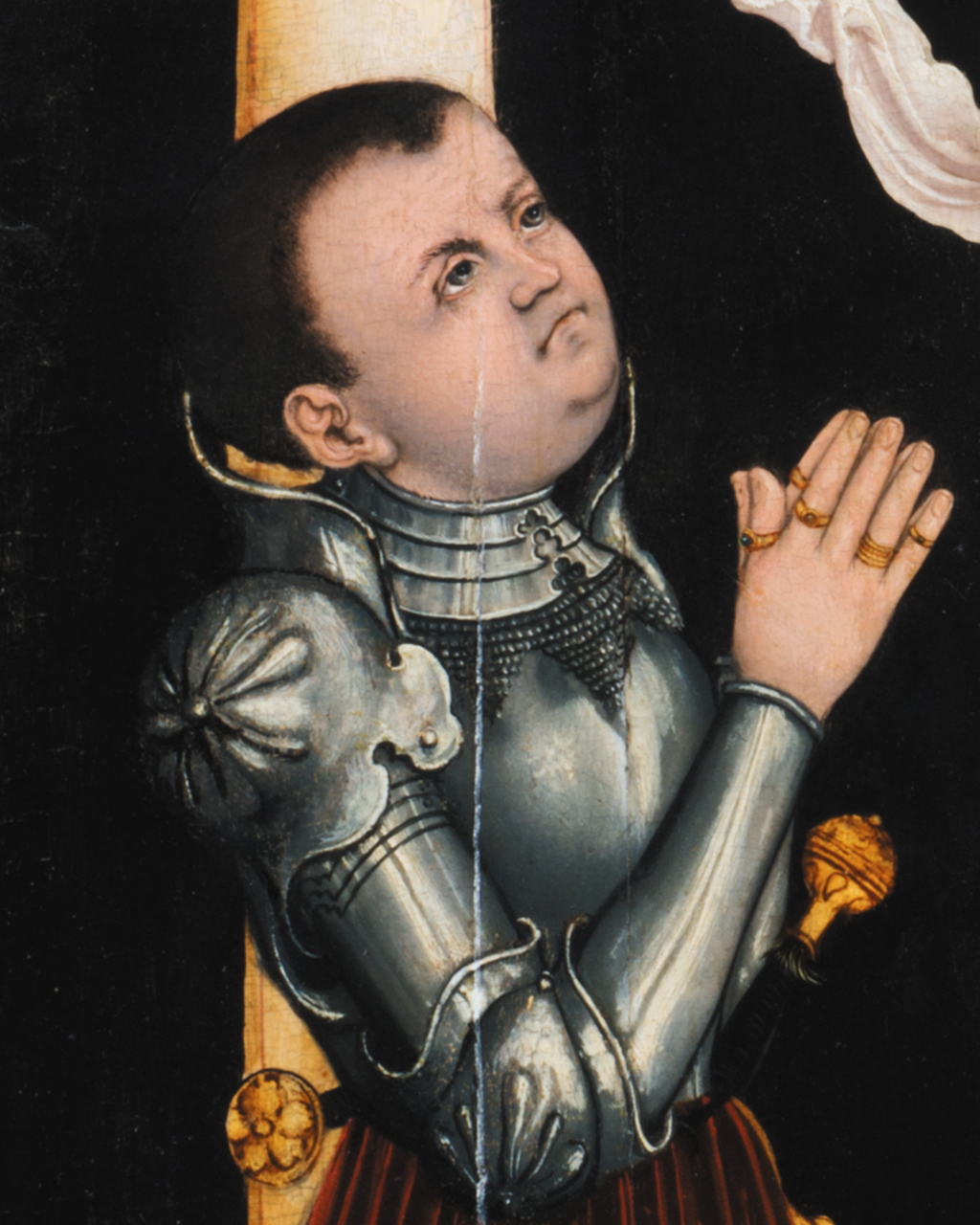
Klečící donátor
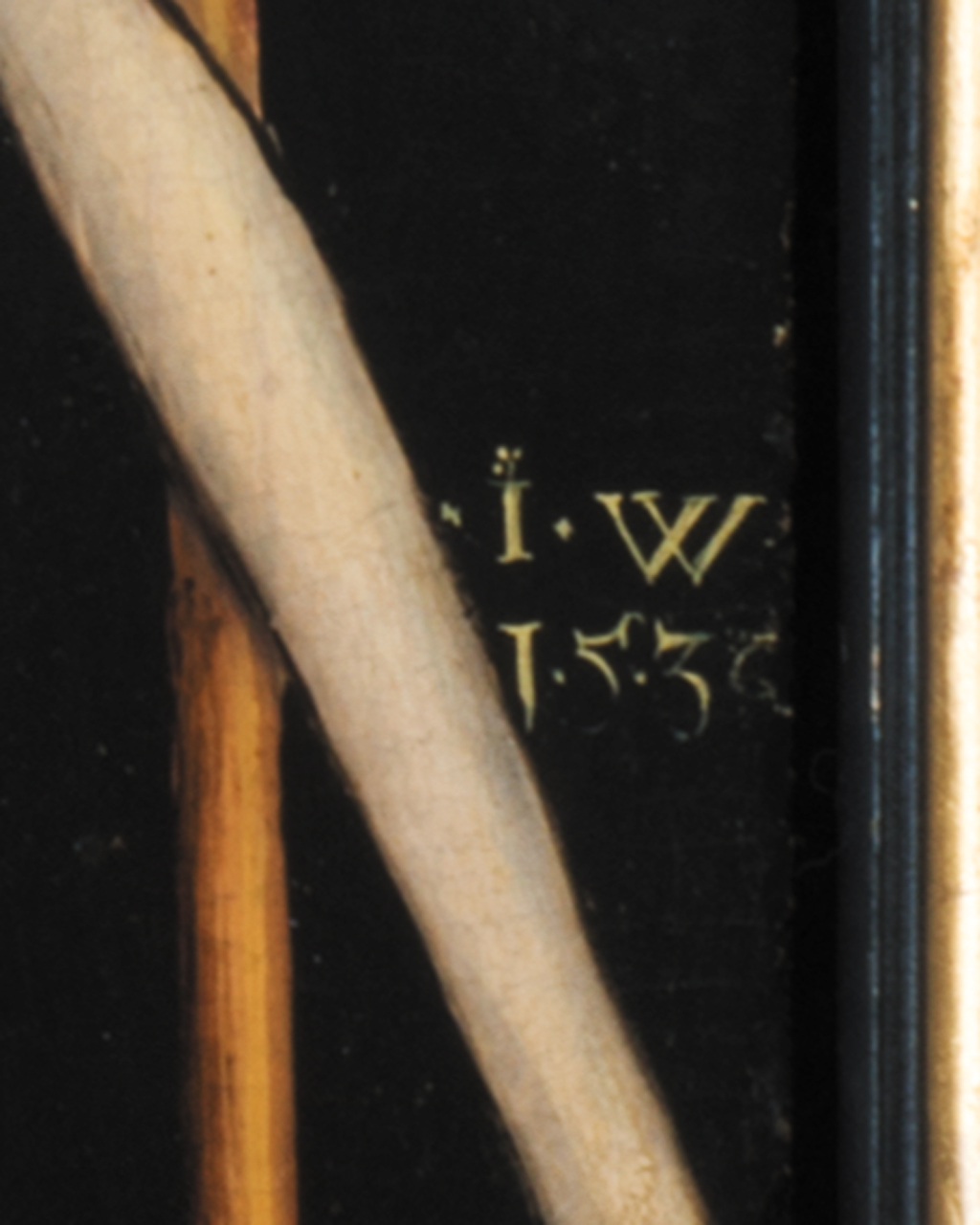
Signatura a datum

## Historie obrazu
Obraz se zachoval i přes vyrabování kláštera počátkem 17. století a lze předpokládat, že donátorem byl některý v kostele pohřbený šlechtic. Rodové pohřebiště v sakristii kostela a mariánskou kapli založil Zdislav Berka z Dubé a z Lipé, ale panství Mělník získal teprve roku 1542, což jeho spojitost s obrazem vylučuje. V době předpokládaného vzniku desky Mistra IW držel patronátní právo rytíř a v letech 1512–1523 a 1525–1537 nejvyšší písař a královský sekretář Radslav Beřkovský ze Šebířova a na Liběchově (1476–1537). V letech 1529–31 byl Radslav Beřkovský vedle Zdeňka Lva z Rožmitálu a Vojtěcha z Pernštejna (za stav panský), spolu s Volfartem Planknarem z Kynšperka zemským hejtmanem za stav rytířský. Zobrazeným šlechticem by mohl být rovněž Jaroslav Hasištejnský z Lobkovic, který sídlil v nedalekém Obříství a zemřel roku 1529. V klášteře byly předtím pohřbeny tři jeho děti, které zemřely krátce po narození.
Desku objevil roku 1892 L. Böhm a nedlouho poté ji popsal Karel Chytil Obraz byl v té době v sakristii farního kostela sv. Vavřince a měl být postoupen veřejné obrazárně. Roku 1896 byl prvně restaurován J. Heřmanem.